# Гефсимания

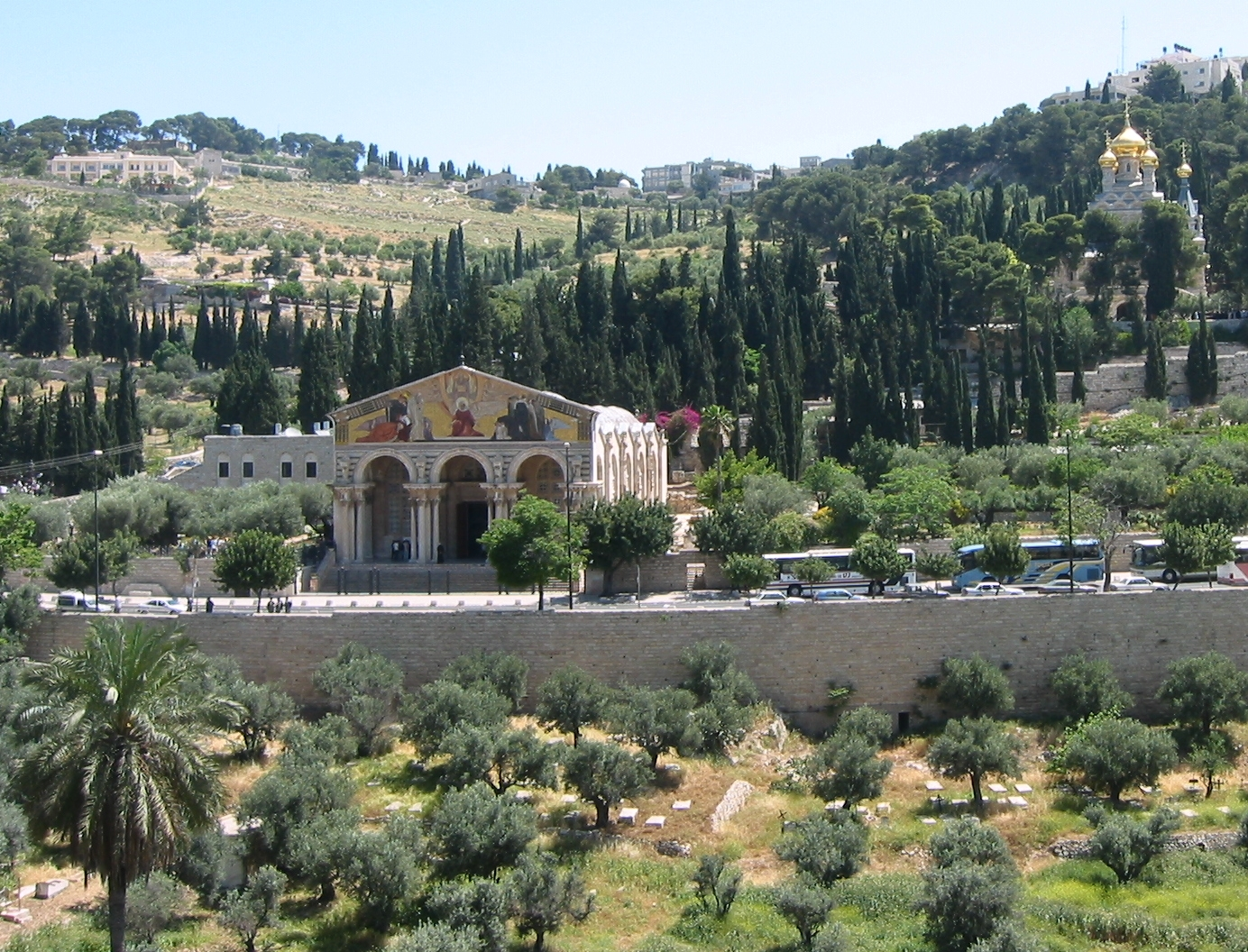
Общий вид на Гефсиманию, Елеонскую гору, долину Кедрон (она на переднем плане) и церкви (древние оливы видны на фото слева от церкви Всех Наций)

Гефсима́ния (греч. Γεθσημανί; от ивр. גת שמנים‎, гат шманим; арам. ܓܬ ܫܡܢܐ, гат шамна — букв. «масличный пресс») — местность (или село) у подножия западного склона Елеонской горы, в долине Кедрон, восточнее Старого города Иерусалима (в Восточном Иерусалиме), в Израиле.
Гефсима́нский сад — в настоящее время небольшой сад (47 × 50 м) в Гефсимании; в евангельские времена так называлась вся долина, лежащая у подошвы Елеонской горы и гробницы Богородицы. Традиционно почитается как место моления Иисуса Христа в ночь ареста: согласно Новому Завету, Иисус и его ученики регулярно посещали это место — что и позволило Иуде найти Иисуса в эту ночь. В Гефсиманском саду растут восемь очень древних олив.

## Упоминание в Евангелиях

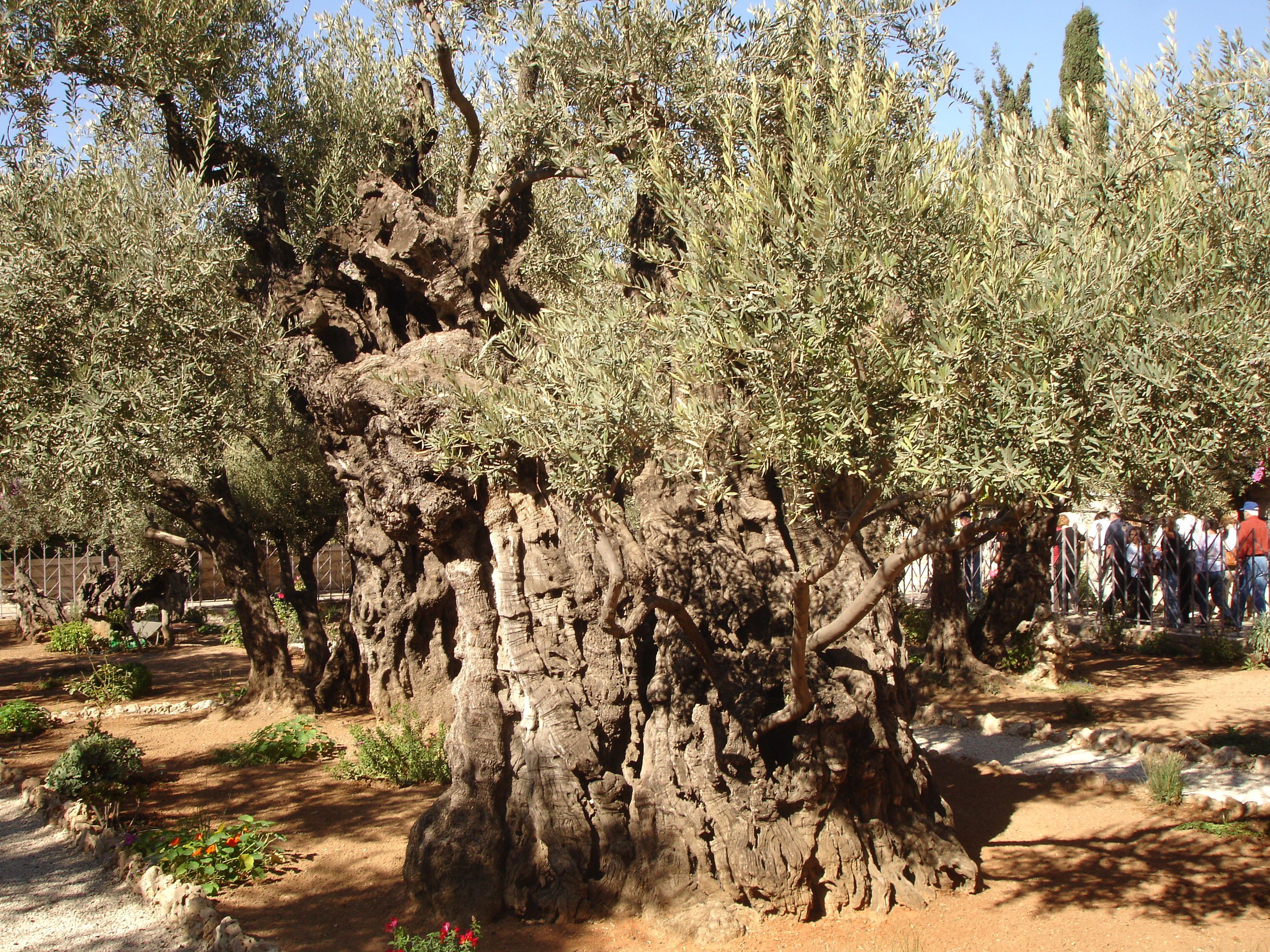
Одна из восьми древних олив Гефсиманского сада

Согласно Евангелиям, сюда приходил с учениками, здесь молился перед арестом, был предан и арестован Иисус Христос (Мф. 26:36-57; Мк. 14:32-53; Лк. 22:39-53; Ин. 18:1-13):

- Потом приходит с ними Иисус на место, называемое Гефсимания, и говорит ученикам: посидите тут, пока Я пойду, помолюсь там (Мф. 26:36)
- ...приходит Иуда, один из двенадцати, и с ним множество народа с мечами и кольями, от первосвященников и книжников и старейшин. Предающий же Его дал им знак, сказав: Кого я поцелую, Тот и есть, возьмите Его и ведите осторожно. И, придя, тотчас подошел к Нему и говорит: Равви! Равви! и поцеловал Его. А они возложили на Него руки свои и взяли Его (Мк. 14:43-46)

## Местоположение евангельского Гефсиманского сада
Существует четыре участка, о которых утверждается, что именно там Иисус молился в ночь предательства:
1. Возвышающаяся над садом Церковь Всех Наций с так называемой «Скалой Агонии».
2. Возле Гробницы Богородицы, расположенной дальше к северу.
3. Местоположение, признаваемое Греческой православной церковью — к востоку.
4. Территория русского Гефсиманского монастыря с церковью Марии Магдалины.

Д-р Уильям МакКлюр Томсон, автор книги «Земля и Книга» (The land and the book, 1860), пишет: «Когда я впервые приехал в Иерусалим, — и в течение многих лет после того, — этот клочок земли был открыт для каждого в любое время, когда бы ему ни захотелось прийти и медитировать под растущими там очень старыми оливковыми деревьями. Однако в течение последних нескольких лет латиняне преуспели в установлении единоличной собственности на него, и возвели вокруг него высокую стену. Греки выдумали другой участок, чуть севернее этого. Мое собственное мнение таково, что и те, и другие ошибаются. Это место расположено слишком близко к городу, и настолько примыкает к оживлённой дороге, ведущей на восток, — которая всегда должна была быть крупной транспортной магистралью, — что наш Господь навряд ли выбрал бы его для уединения в эту опасную и мрачную ночь. Я склонен помещать сад в сокрытой от глаз долине в нескольких сотнях ярдов к северо-востоку от нынешнего Гефсиманского сада».

## Церкви Гефсимании

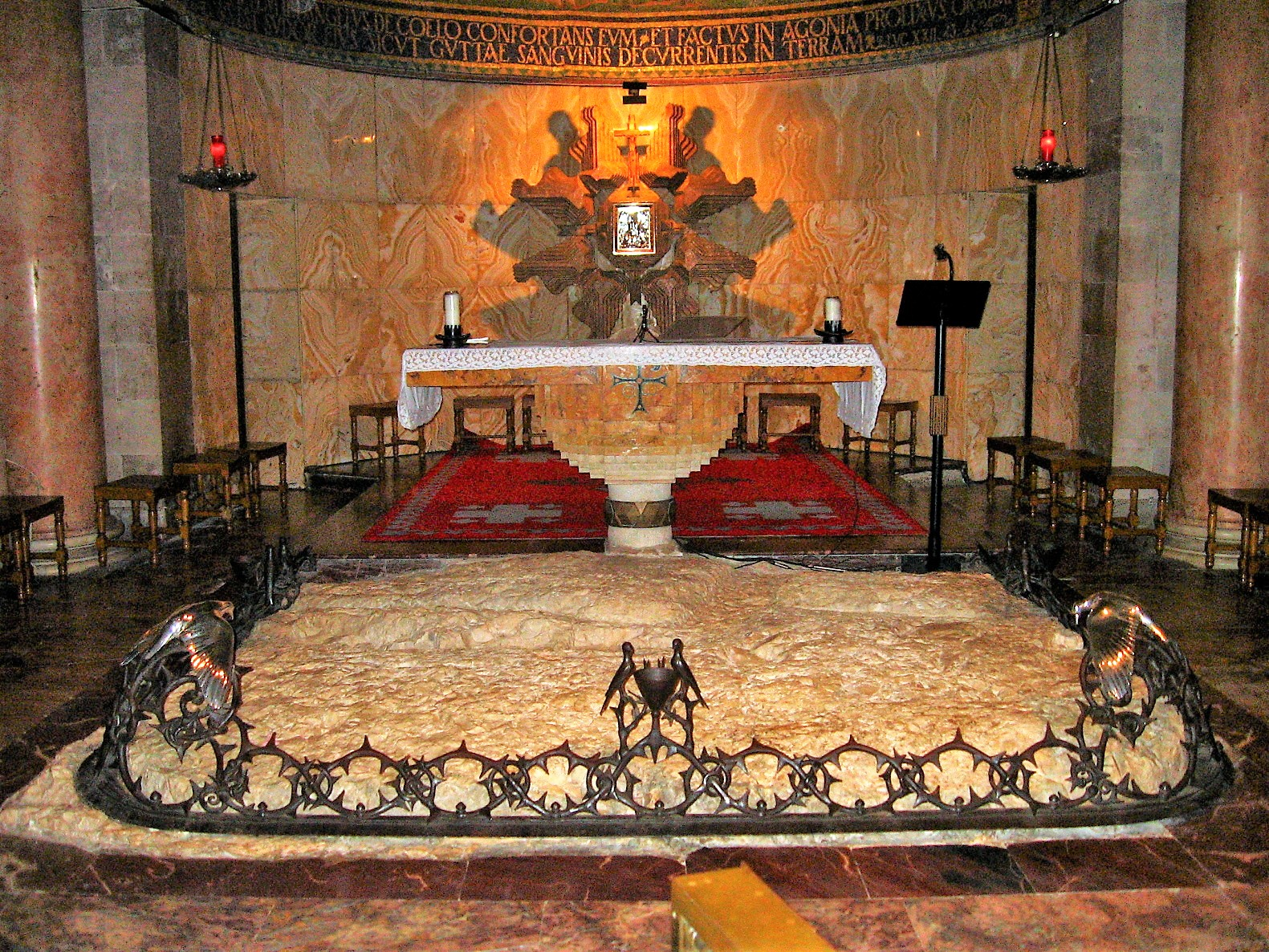
Камень, на котором молился Христос, и алтарь церкви Всех Наций

В христианстве Гефсиманский сад почитается как одно из мест, связанных со Страстями Христа, и является местом христианского паломничества. Известно, что на месте моления Иисуса в IV веке была построена византийская церковь, позднее разрушенная. В середине XII века была построена новая церковь, впоследствии также разрушенная. С 1681 года Гефсиманский сад находится в собственности францисканцев, в 1848 его обнесли каменной оградой.
В настоящее время в Гефсимании находятся несколько христианских церквей:

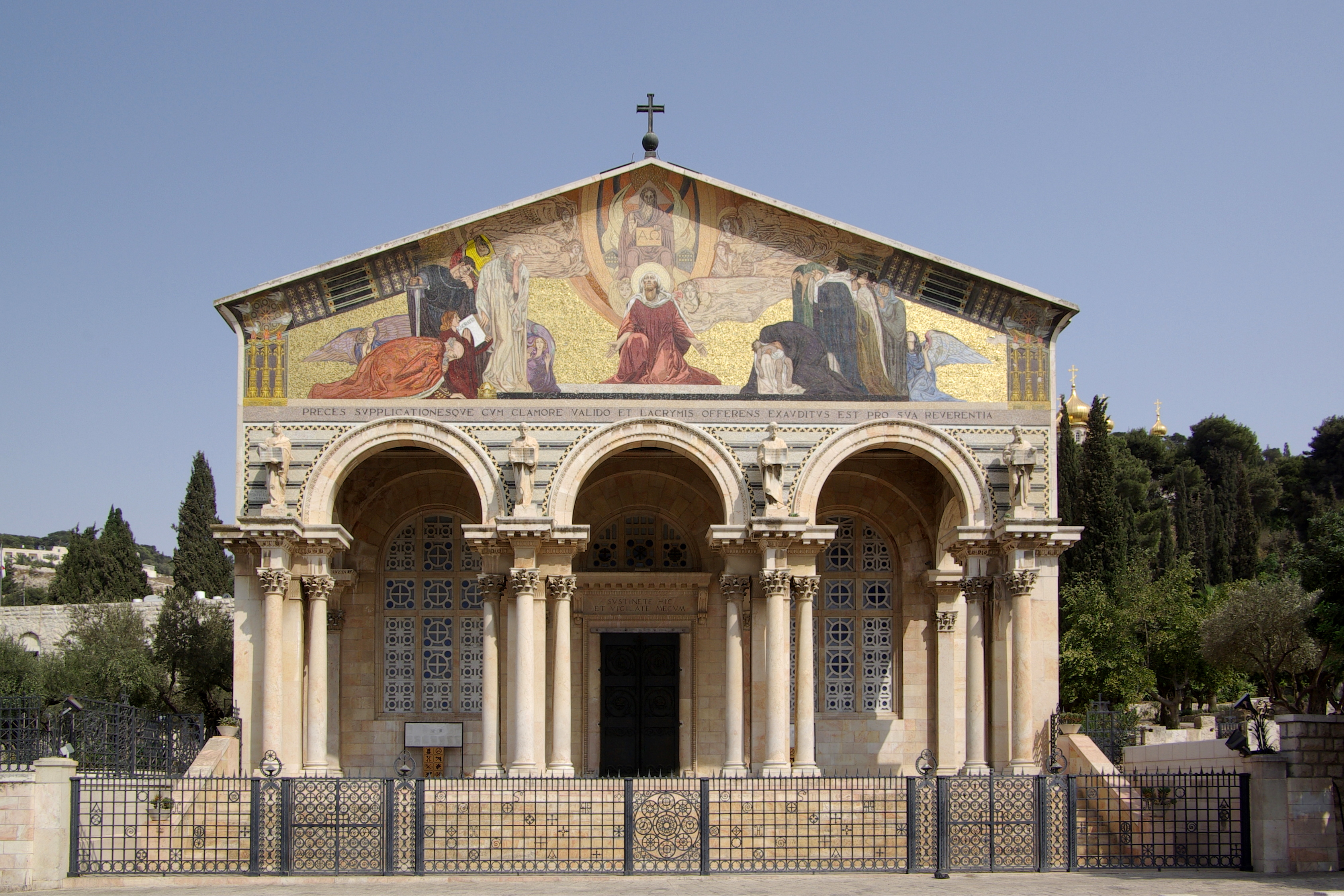
Церковь Всех Наций

### Церковь Всех Наций
Католическая францисканская церковь Всех Наций построена в 1919—1924 годах. Перед алтарём находится камень, на котором, по преданию, молился Иисус в ночь своего ареста. В храме всегда полумрак в память того, что события, которым он посвящён, происходили ночью. На потолке изображены 12 гербов государств, пожертвовавших деньги на её строительство. Стены украшены мозаиками: «Гефсиманское моление», «Поцелуй Иуды» и «Взятие Христа под стражу».

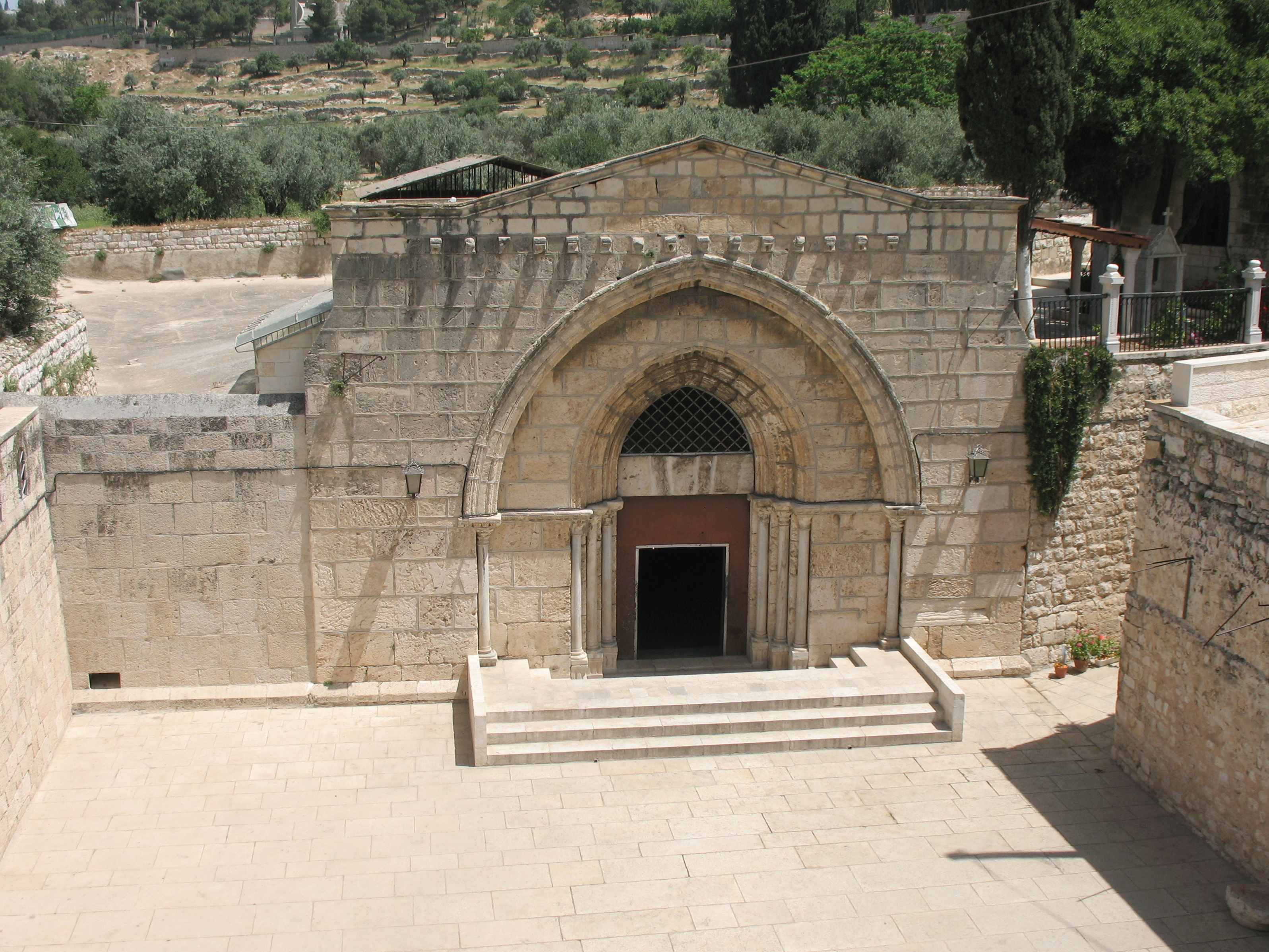
Церковь Успения Богородицы

### Церковь Успения Пресвятой Богородицы
Чуть севернее Гефсиманского сада находится православная церковь Успения с гробницей Богородицы, построенная в XII веке на месте, где в 326 году святая Елена воздвигла первую церковь. Согласно преданию, в ней также находятся гробницы родителей Богородицы Иоакима и Анны и Иосифа Обручника. В самой нижней части храма находится гробница, в которой апостолы похоронили Деву Марию. Гробница была вскрыта по решению Шестого Вселенского Собора, и в ней были найдены пояс и погребальные пелены. Храм принадлежит Иерусалимской православной церкви и Армянской апостольской церкви.

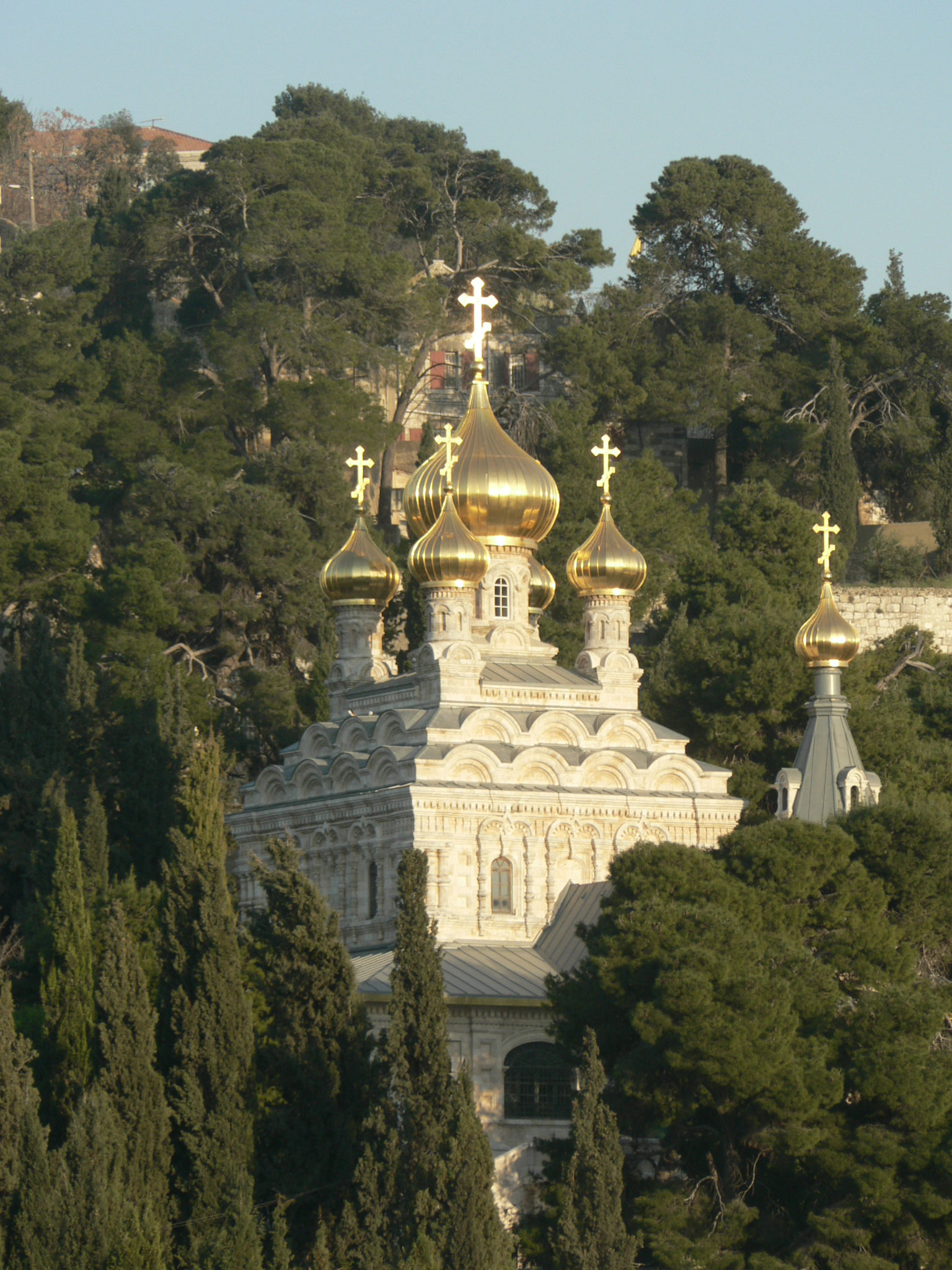
Русская православная церковь Святой Марии Магдалины

### Церковь Святой Марии Магдалины
Русская православная церковь Святой Марии Магдалины построена в 1885—1888 годы императором Александром III в память его матери императрицы Марии Александровны. Является образцом русской архитектуры московского стиля, увенчан семью луковичными куполами. Внутри иконостас из белого мрамора с бронзовым орнаментом, пол выполнен из разноцветного мрамора. В храме имеются иконы кисти Василия Верещагина. При храме находится женский Гефсиманский монастырь Вифанской общины Воскресения Христова РПЦЗ, созданный в 1934 году.

## Возраст древних олив Гефсиманского сада
В Гефсиманском саду растут восемь очень древних олив. Исследование, проведенное Национальным исследовательским советом Италии в 2012 г., показало, что некоторые из них относятся к числу древнейших известных науке. В результате радиоуглеродного анализа старейших частей стволов трёх деревьев были получены даты 1092, 1166 и 1198 н. э.. Тесты ДНК показывают, что деревья были изначально высажены от одного родительского растения.

## Прочие сведения
В честь Гефсимании в России названы Гефсиманский Черниговский скит близ Троице-Сергиевой лавры и Гефсиманский скит Валаамского монастыря, а также «Гефсиманский сад» около Новоиерусалимского монастыря в Истре.

## В культуре
- Стихотворение Бориса Пастернака «Гефсиманский сад».
- Райнер Мария Рильке «Гефсиманский сад».
- иерей Олег Скобля. Песня «Гефсиманский сад» (2011)[12].
- Гефсимания (англ. gethsemane) — название арии Иисуса Христа в известной рок опере «Иисус Христос — суперзвезда»
- Gethsemane (рус. Гефсимания) — песня группы Sleep Token из альбома Even In Arcadia.